# Parallel Dreams
Parallel Dreams é o terceiro álbum de estúdio da cantora e compositora canadense Loreena McKennitt, lançado em 1989.

## Faixas
Todas as canções compostas por Loreena McKennitt exceto onde marcado.
1. "Samain Night" – 4:27
2. "Moon Cradle" (Loreena McKennitt/Padraic Collum)– 4:29
3. "Huron 'Beltane' Fire Dance" – 4:20
4. "Lord Saltoun and Auchanachie" (Tradicional, arranjos de Loreena McKennitt) – 8:22
5. "Standing Stones" (Letra tradicional/Música de Loreena McKennitt)– 6:56
6. "Dickens' Dublin (The Palace)" – 4:40
7. "Breaking the Silence" – 6:23
8. "Ancient Pines" – 3:35